# منطقة نونغ تشوك
منطقة نونغ تشوك (بالإنجليزية: Nong Chok District)‏ هي منطقة من مناطق بانكوك. يبلغ عدد سكانها 117385 نسمة وذلك حسب إحصائيات سنة 2004. تبلغ مساحتها 236.261 كم².

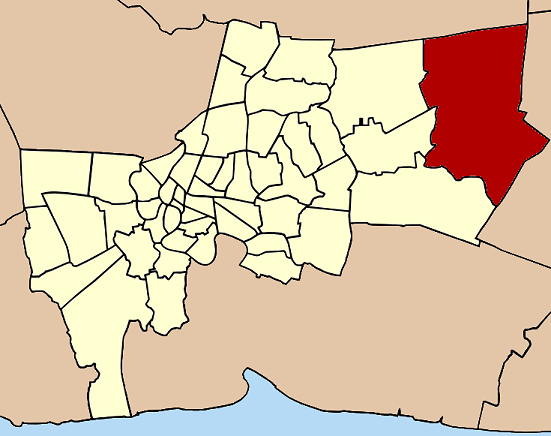
الموقع في بانكوك